# Tasmacetus shepherdi
Tasmacetus shepherdi (Шефердів дзьоборил) — вид ссавців з родини Дзьоборилові (Ziphiidae) ряду китоподібні. Вид названо на честь Джорджа Шеперда, куратора музею м. Ваненуї (Нова Зеландія), який зібрав типовий зразок близько Ōhawe на південному узбережжі Таранакі, на Північному острові Нової Зеландії, в 1933 році.

## Опис
Тіло цих тварин близько 6–7 метрів в довжину. Голова невелика з довгим вузьким дзьобом. Спинний плавець невеликий і знаходиться на 1/3 довжини тіла від хвоста. Хвіст без виїмки, а плавці маленькі, овальної форми. Спина рівномірно сірувато-коричневого кольору, вицвітає до майже білого на низу живота. Вид можна легко відрізнити від інших членів родини Ziphiidae наявністю 17–29 конічних зубів на верхній і нижній щелепі. Діапазон мас: 5600–6500 кг.

## Поширення
В основному відомий по кількох десятків викидання на берег, все на південь від 30° південної широти, навколо Нової Зеландії, Південної Австралії, південної частини Південної Америки. Передбачається, що вид має циркумполярне поширення в холодних помірних водах Південної півкулі. Цей вид, як правило живе далеко від берега; проте, де є вузький континентальний шельф, T. shepherdi може іноді виникати в глибокій воді близько до берега.

## Поведінка
Живиться кількома видами риб (в першу чергу це бельдюгові), а також кальмарами і крабами, можливо, поблизу дна в глибоких водах. Це, здається, дещо незвично, так як більшість дзьоборилових, мабуть, живиться майже виключно головоногими.

## Життєвий цикл
Нічого не відомо про розмноження цього виду.

## Загрози та охорона
Серйозні загрози не відомі для цього виду. На цей вид ніколи не полювали. Дані з викинутих на берег особин, вказали, що вони поглинули викинуті пластмасові предмети, що призвело до смерті. Цей вид, як і інші члени родини, швидше за все, уразливі до гучних антропогенних звуків, таких, які генеруються військово-морського гідролокаторами і сейсмічною розвідкою.
Вид занесений до Додатка II СІТЕС. Необхідно провести дослідження для оцінки впливу потенційних загроз для цього виду.